# Överjärna distrikt
Överjärna distrikt är ett distrikt i Södertälje kommun och Stockholms län. 
Distriktet ligger sydväst om Södertälje.

## Tidigare administrativ tillhörighet
Distriktet inrättades 2016 och utgörs av socknen Överjärna i Södertälje kommun.
Området motsvarar den omfattning Överjärna församling hade vid årsskiftet 1999/2000.